# Бувач, Желько
Желько Бувач (босн. Željko Buvač; род. 13 сентября 1961, Омарска) — югославский и боснийский футболист, тренер.

## Карьера игрока
Бувач родился в Омарске, в Боснии и Герцеговине, входившей тогда в состав Югославии, в семье этнических сербов. Он играл за «Борац» (Баня-Лука) в Югославской первой лиге. Играя за этот клуб, в 1988 году он выиграл Кубок Югославии.
В 1991 году он переехал в Германию и стал играть за «Рот-Вайсс» (Эрфурт), а позже за «Майнц 05» во второй бундеслиге.

## Карьера тренера
После завершения карьеры он стал тренером. Бувач закончил свою игровую карьеру в «Нойкирхене» в 1998 году, и сразу же взял на себя должность тренера. В 2001 году, после трех сезонов в «Нойкирхене», он стал помощником менеджера другого своего бывшего клуба, «Майнца», где он присоединился к другу и бывшему товарищу по команде, менеджеру Юргену Клоппу. За семь лет работы в клубе они добились повышения до бундеслиги, а затем получили путевку в европейскую квалификацию. В дальнейшем Бувач стал ассистентом Клоппа в дортмундской «Боруссии». 
Вместе с Юргеном Клоппом Бувач перешел в «Ливерпуль» осенью 2015 года. В Англии Желько проработал в течение трех сезонов, покинув «Ливерпуль» по причине разногласий с Клоппом.
1 февраля 2020 года объявлено о назначении Бувача спортивным директором московского «Динамо». 14 декабря 2021 года контракт продлили до окончания сезона-2023/24.